# El exorcista: el comienzo
El exorcista: el comienzo (titulada Exorcist: The Beginning en inglés) es una película de terror estrenada el 20 de agosto de 2004 en Estados Unidos y el 29 de octubre del mismo año en España. Protagonizada por Stellan Skarsgård e Izabella Scorupco y dirigida por Renny Harlin. Paul Schrader fue el encargado de dirigir la película originariamente, pero  los productores le despidieron ya que consideraban que la versión que estaba realizando no era lo suficientemente comercial, por lo que contrataron a Renny Harlin para que firmara el film de forma definitiva. Finalmente, tras la decepción comercial de la versión de Harlin, se lanzó la versión de Schrader, titulada Dominion: Prequel to the Exorcist (2005).

## Argumento
En El Cairo, en el año 1949 el padre Lankester Merrin (Stellan Skarsgård) ha abandonado el sacerdocio y malvive como puede gracias a su antigua reputación como arqueólogo. Inesperadamente acude a él un coleccionista privado para que robe una imagen sagrada de un templo cristiano recién descubierto en África Oriental, templo que se encontraba enterrado pero que, sin embargo, se encontraba en perfecto estado, como si lo hubieran enterrado al terminar su construcción. Cuando Merrin acude al lugar, descubre que los hechos inexplicables que envuelven el hallazgo podrían estar causados por algo más allá del alcance humano, incluso diabólico.

## Recepción crítica y comercial
Según la página de Internet Rotten Tomatoes obtuvo un 11% de comentarios positivos, llegando a la siguiente conclusión: «Una mediocre película de terror gore, que no se acerca en nada al film original de 1973.» A destacar el comentario del crítico cinematográfico Jack Mathews:

«No es despreciable, es meramente aburrida.»
Jack Mathews.

En la página Metacritic obtuvo críticas negativas, con un 30% de aprobación, basada en 22 comentarios de los cuales ninguno es favorable. Recaudó en Estados Unidos casi 42 millones de dólares. Sumando las recaudaciones internacionales la cifra asciende a 78 millones. El presupuesto global invertido en las dos producciones fue de aproximadamente 80 millones. Sin embargo, se estima que la versión de Renny Harlin costó 50 millones de dólares, mientras que la de Paul Schrader fue de 30 millones.

## Fechas de estreno
| País                                                                          | Fecha de estreno                   |
| ----------------------------------------------------------------------------- | ---------------------------------- |
| Alemania                                                                      | Jueves 18 de noviembre de 2004     |
| Argentina                                                                     | Jueves 7 de octubre de 2004        |
| Australia                                                                     | Jueves 28 de octubre de 2004       |
| Austria                                                                       | Viernes 19 de noviembre de 2004    |
| Bélgica                                                                       | Miércoles 29 de diciembre de 2004  |
| Belice · Costa Rica · El Salvador · Guatemala · Honduras · Nicaragua · Panamá | Viernes 29 de octubre de 2004      |
| Bolivia                                                                       | Jueves 14 de octubre de 2004       |
| Brasil                                                                        | Viernes 29 de octubre de 2004      |
| Bulgaria                                                                      | Viernes 3 de diciembre de 2004     |
| Chile                                                                         | Jueves 28 de octubre de 2004       |
| Colombia                                                                      | Viernes 5 de noviembre de 2004     |
| Corea del Sur                                                                 | Viernes 19 de noviembre de 2004    |
| Croacia                                                                       | Jueves 18 de noviembre de 2004     |
| Dinamarca                                                                     | Viernes 22 de octubre de 2004      |
| Ecuador                                                                       | Viernes 5 de noviembre de 2004     |
| Egipto                                                                        | Miércoles 9 de febrero de 2005     |
| Emiratos Árabes Unidos                                                        | Miércoles 2 de marzo de 2005       |
| Eslovenia                                                                     | Jueves 25 de noviembre de 2004     |
| España                                                                        | Viernes 29 de octubre de 2004      |
| Estados Unidos · Canadá                                                       | Viernes 20 de agosto de 2004       |
| Estonia                                                                       | Viernes 17 de diciembre de 2004    |
| Filipinas                                                                     | Miércoles 15 de septiembre de 2004 |
| Finlandia                                                                     | Viernes 5 de noviembre de 2004     |
| Francia                                                                       | Miércoles 17 de noviembre de 2004  |

| País                         | Fecha de estreno                   |
| ---------------------------- | ---------------------------------- |
| Grecia                       | Viernes 5 de noviembre de 2004     |
| Hong Kong                    | Jueves 21 de octubre de 2004       |
| Hungría                      | Jueves 25 de noviembre de 2004     |
| India                        | Viernes 3 de diciembre de 2004     |
| Indonesia                    | Miércoles 22 de septiembre de 2004 |
| Islandia                     | Viernes 15 de octubre de 2004      |
| Israel                       | Miércoles 29 de septiembre de 2004 |
| Italia                       | Viernes 12 de noviembre de 2004    |
| Japón                        | Sábado 16 de octubre de 2004       |
| Letonia                      | Viernes 17 de diciembre de 2004    |
| Líbano                       | Jueves 4 de noviembre de 2004      |
| Lituania                     | Viernes 24 de diciembre de 2004    |
| Malasia                      | Jueves 14 de octubre de 2004       |
| México                       | Viernes 29 de octubre de 2004      |
| Noruega                      | Viernes 29 de octubre de 2004      |
| Nueva Zelanda                | Jueves 11 de noviembre de 2004     |
| Países Bajos                 | Jueves 27 de enero de 2005         |
| Perú                         | Jueves 28 de octubre de 2004       |
| Polonia                      | Viernes 4 de marzo de 2005         |
| Portugal                     | Jueves 21 de octubre de 2004       |
| Puerto Rico                  | Jueves 23 de septiembre de 2004    |
| Reino Unido Irlanda          | Viernes 29 de octubre de 2004      |
| República Checa · Eslovaquia | Jueves 28 de octubre de 2004       |
| Rumania                      | Viernes 3 de diciembre de 2004     |
| Rusia                        | Jueves 17 de marzo de 2005         |
| Serbia y Montenegro          | Jueves 24 de marzo de 2005         |
| Singapur                     | Jueves 7 de octubre de 2004        |
| Sudáfrica                    | Viernes 19 de noviembre de 2004    |
| Suecia                       | Jueves 4 de noviembre de 2004      |
| Suiza                        | Miércoles 17 de noviembre de 2004  |
| Tailandia                    | Jueves 30 de septiembre de 2004    |
| Taiwán                       | Sábado 25 de septiembre de 2004    |
| Turquía                      | Viernes 22 de octubre de 2004      |
| Uruguay                      | Viernes 15 de octubre de 2004      |
| Venezuela                    | Viernes 15 de octubre de 2004      |

## Localizaciones
Exorcist: The Beginning se rodó entre el 15 de noviembre de 2003 y el 22 de febrero de 2004 en diversas localizaciones de Italia como los Cinecittá Studios y Lazio o en Casablanca, Marruecos.

## Premios
Razzie Awards
| Año  | Categoría                       | Persona                         | Resultado |
| ---- | ------------------------------- | ------------------------------- | --------- |
| 2005 | Razzie al peor remake o secuela | Razzie al peor remake o secuela | Candidata |
| 2005 | Razzie al peor director         | Renny Harlin                    | Candidato |

## DVD
Exorcist: The Beginning salió a la venta el 3 de enero de 2005 en Estados Unidos, en formato DVD, en Widescreen Edition. El disco contiene menús interactivos, acceso directo a escenas, subtítulos y audio en múltiples idiomas, tráiler cinematográfico y un documental: detrás de las escenas. En España salió a la venta el 8 de marzo de 2005, en formato DVD. El disco contiene menús interactivos, acceso directo a escenas, subtítulos y audio en diferentes idiomas, tráiler cinematográfico, documental: detrás de las escenas y audiocomentarios del director Renny Harlin.